# Jan Ögmundsson
Jan Ögmundsson (Jón) (ur. 1052, zm. 23 kwietnia 1121) – islandzki duchowny katolicki, pierwszy biskup Hólaru, święty kościoła katolickiego.
W 1106 r. założył siedzibę biskupią w Hólarze w północnej Islandii i pełnił w niej służbę do śmierci. Jan swoją misją uczynił wykorzenienie pozostałości pogaństwa, m.in. zmienił nazwy dni tygodnia. W ten sposób óðinsdagr, „dzień Odyna”, stał się „dniem środka tygodnia”- miðvikudagr, a dni Tyra i Thora stały się odpowiednio „trzecim” i „piątym dniem”.
Nazwy dni tygodnia wymyślone przez św. Jana są w użyciu w Islandii po dziś dzień, jednak nie udało mu się całkowicie zatrzeć pamięci o starych bogach. Sto lat po jego śmierci zostały napisane Edda prozaiczna oraz Edda poetycka, w ten sposób zachowana została pogańska mitologia i poezja.
Jan został ogłoszony świętym w 1200 r.
Obok św. Gudmunda i św. Torlaka jest najbardziej czczonym świętym pochodzącym z Islandii. Jego wspomnienie obchodzone jest w dzienną rocznicę śmierci, a 3 marca obchodzi się rocznicę translacji (przeniesienia jego szczątków).